# Stajkovce (gmina Vlasotince)
Stajkovce (cyr. Стајковце) – wieś w Serbii, w okręgu jablanickim, w gminie Vlasotince. W 2011 roku liczyła 1538 mieszkańców.